# Il segreto dell'inquisitore
Il segreto dell'inquisitore (Crucible) è il 14° romanzo della serie della Sigma Force scritto da James Rollins nel 2019, preceduto de La Corona del Diavolo.
Romanzo del genere avventura e techno-thriller, in Italia è stato pubblicato da Editrice Nord nel 2019.

## Edizioni
- James Rollins, Il Segreto dell'Inquisitore, Nord, 2019, pp. 469, ISBN 978-88-429-3183-6.
- James Rollins, Crucible, William Morrow & Co, lingua inglese, pp. 453, ISBN 978-0062381781